# Котельне відділення

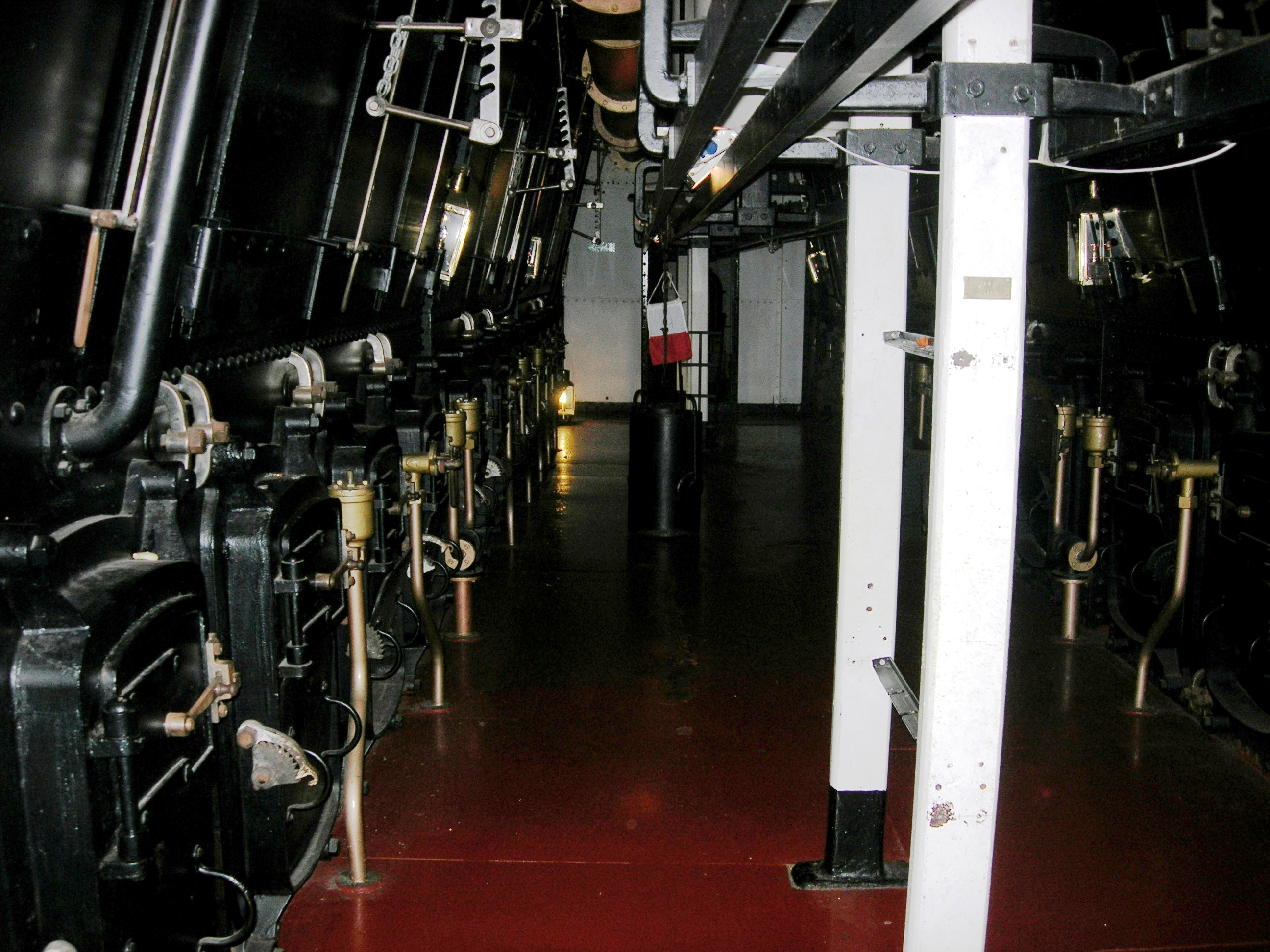
Котельне відділення броньованого фрегата Warrior

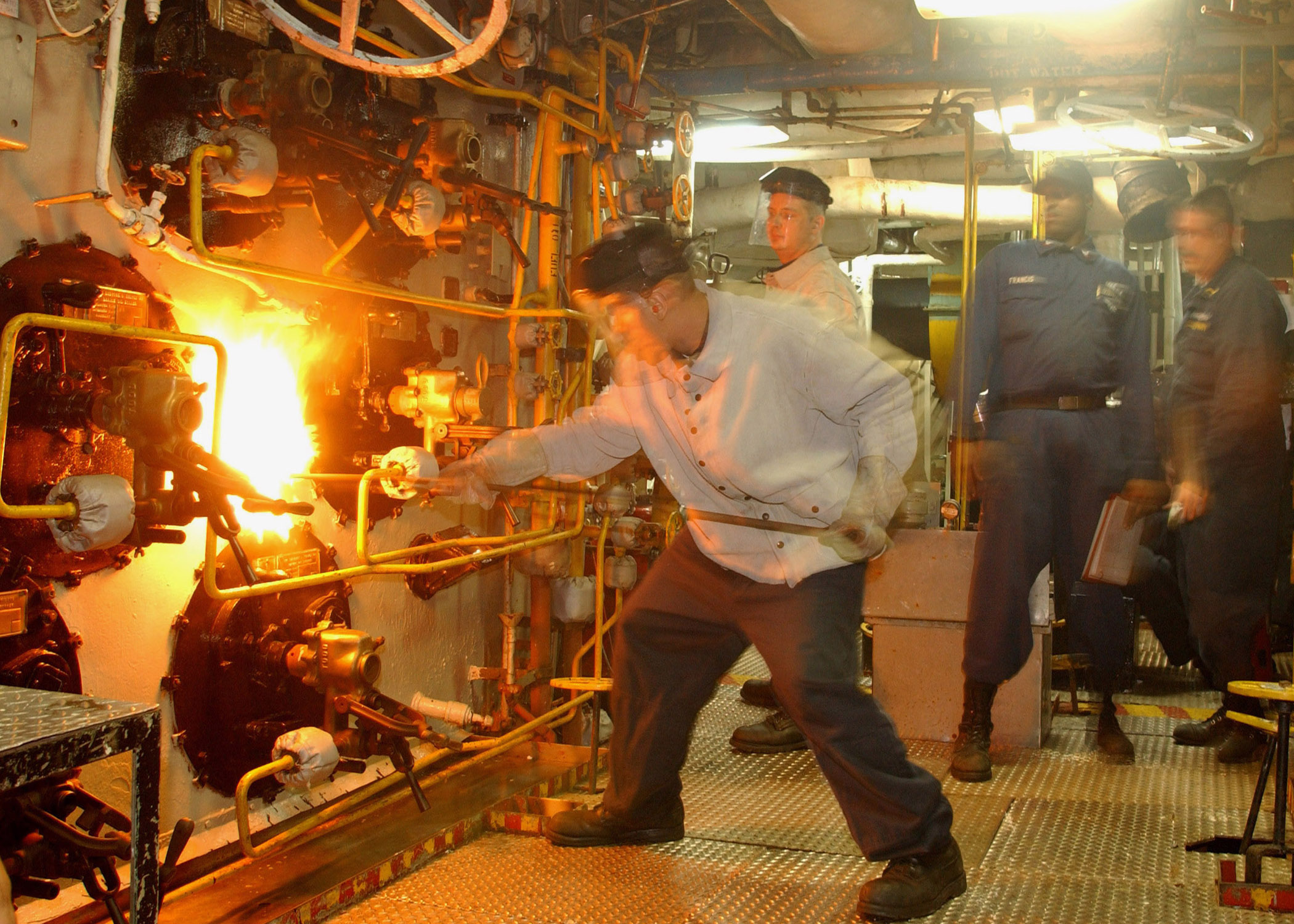
Розпалення рідкопаливного котла в котельні авіаносця John F. Kennedy

Котельне відділення, котельня, заст. кочегарня — приміщення на кораблі (судні), призначене для розміщення суднової котельної установки (парових котлів). Крім котлів головної енергетичної установки і допоміжних котлів (що забезпечують парою допоміжні турбогенератори, парове опалення, водоопріснення та ін.), у котельному відділенні розташовуються обладнання та пристрої, необхідні для роботи цих котлів, а також ряд допоміжних механізмів. Вироблена в котлах пара проходить через сухопарник і пароперегрівник, а потім по паропроводах надходить до парових машин (парових турбін), встановлених у машинному відділенні.
Розташування котельних відділень може чергуватися з розміщенням машинних відділень або вони розташовуються одне за одним. Якщо парові котли встановлені в одному відсіку з паровою машиною (паровою турбіною), таке приміщення називається машинно-котельним.
Суднова котельна установка складається з одного або декількох парових котлів, нафтових і живильних насосів (для подачі нафти в топку, живильної води в котел), котельних вентиляторів або наддувних агрегатів (для подачі повітря в топку), систем водопідготовки і паливопідготовки, а також витратних цистерн, трубопроводів, арматури і контрольно-вимірювальної апаратури.